# (37745) 1996 XD22
1996 XD22 (asteroide 37745) é um asteroide da cintura principal. Possui uma excentricidade de 0.08807680 e uma inclinação de 8.24880º.
Este asteroide foi descoberto no dia 8 de dezembro de 1996 por Spacewatch em Kitt Peak.